# Neotoxoptera abeliae
Neotoxoptera abeliae är en insektsart. Neotoxoptera abeliae ingår i släktet Neotoxoptera och familjen långrörsbladlöss. Inga underarter finns listade i Catalogue of Life.